# Prekoordinovaný selekční jazyk
Prekoordinovaný selekční jazyk má pro dokumenty předem vytvořené kategorie, do kterých můžeme indexovaný dokument zařadit podle vybraných kritérií. Jednotlivé znaky jazyka jsou pevně dané a nelze měnit jejich pořadí. To uspořádání je výhodné pro proces indexace a zpracování dokumentu, ovšem nevýhodou je obtížnější vyhledávání a to především u mezioborových dokumentů či dokumentů, jejichž obsah má přesah do jiných vědních disciplín. Jako příklad lze uvést u systematických selekčních jazyků například mezinárodní desetinné třídění, u předmětových selekčních jazyků jsou to předmětová hesla.

## Vývoj
Princip prekoordinace je historicky výrazně starší než princip postkoordinace. První prekoordinované selekční jazyky můžeme najít již v Alexandrijské knihovně (katalog vytvořený Kallimachem z Kyrény) či Aššurbanipalově knihovně. Ve středověku se používalo základní dělení literatury na dvě skupiny – literaturu světskou a literaturu duchovní. Rozdělovat literaturu podle věd se začalo s rozvojem knihtisku okolo roku 1500. Na přelomu 19. a 20. století vznikají dva druhy kategorizace dokumentů do tříd podle toho, kterou částí universa lidského poznání se dokument zabývá. Jsou jimi DDT a MDT.

## Prekoordinované systematické selekční jazyky

### Deweyho desetinné třídění
Deweyho desetinné třídění (DDT) vzniklo v roce 1876. Vymyslel ho Melvil Dewey, významný americký knihovník, jeden ze zakladatelů ALA a Library Journal. Jeho třídění se v USA velmi rychle rozšířilo a do jeho smrti v roce 1931 nahradilo tehdejší abecední jmenné pořádání v 96% všech knihoven v USA.
Samotné DDT (v angličtině DDC) je založeno na dělení dokumentů podle jejich obsahu. V DDT najdeme 10 hlavních kategorií, z nichž každá má 10 podkategorií a každá podkategorie má dalších 10 podkategorií. Celkem má tedy DDT 1000 kategorií.
Například do hlavní kategorie 200 náleží náboženství, podkategorie 270 jsou dějiny křesťanské církve a její podkategorie 275 jsou dějiny křesťanské církve v Asii..

### Mezinárodní desetinné třídění
Mezinárodní desetinné třídění (MDT) vzniklo z DDT v roce 1905. MDT vymysleli Paul Otlet a Henri La Fontaine, kteří potřebovali univerzální systém pro potřeby Mezinárodního bibliografického ústavu, který založili v Bruselu.
MDT je v současné době nejrozšířenější klasifikační systém na světě. Na rozdíl od DDT není omezení počtu tříd, takže se MDT stále rozrůstá a v současné době má okolo 66.000 kategorií. Stejně jako DDT má i MDT 10 hlavních kategorií, které se dále hierarchicky dělí. Zajímavé je, že notace MDT, tedy přidělené číslo, se chápe jako číslo za desetinnou čárkou. Díky tomu je možné MDT rozšiřovat prakticky do nekonečna bez nutnosti velkých posunů jednotlivých kategorií..

## Prekoordinované předmětové selekční jazyky

### Předmětová hesla
Předmětová hesla jsou jednoslovná či víceslovná formálně upravená vyjádření obsahu či formy dokumentu. Při tvorbě předmětových hesel využíváme heslář, což je seznam hesel, které můžeme použít pro popis dokumentu. Předmětové heslo vybereme na základě obsahové analýzy a to tak, aby se jednalo o co nejužší pojem. Pro lepší orientaci můžeme použít společně s heslem podheslo, které pojem upřesňuje. Nejčastěji tato potřeba vzniká při rozlišování synonym například Cukrovka (řepa) – Cukrovka (nemoc). Předmětová hesla bývají nejčastěji řazena v hesláři hierarchicky..